# Nagari Sungai Batang
Nagari Sungai Batang is een bestuurslaag in het regentschap Agam van de provincie West-Sumatra, Indonesië. Nagari Sungai Batang telt 5160 inwoners (volkstelling 2010).